# Koto Cayo
Koto Cayo is een bestuurslaag in het regentschap Kerinci van de provincie Jambi, Indonesië. Koto Cayo telt 1027 inwoners (volkstelling 2010).